# Steno (statue)
 For alternative betydninger, se Steno (flertydig). (Se også artikler, som begynder med Steno)
Steno er en statue lavet af Gottfred Eickhoff og opsat i 1962.
Statuen forestiller naturvidenskabsmanden og anatomen Niels Stensen også kendt som Nicolaus Steno poserende foran en liggende kvinde. Den er placeret foran indgangen til Københavns Universitetsbibliotek Nord på hjørnet af Nørre Allé og Tagensvej i København.
På bagsiden af statuens fod står
```
Anatomicus geologiae fundator
N 1638   Servus dei    N 1686
```